# أليكسي لوكيانوك
أليكسي لوكيانوك (الروسية: Лукьянюк, Алексей Васильевич) مواليد 12 ديسمبر 1980 في موسكو، هو سائق راليات روسي. بدأ مسيرته في سنة 2013. كان أول رالي له هو رالي فنلندا 2013.

## روابط خارجية
- أليكسي لوكيانوك على موقع eWRC-results.com (الإنجليزية)